# Copa Libertadores da América de 2006
A Copa Libertadores da América de 2006 foi a 47.ª edição da competição de futebol realizada todos os anos pela Confederação Sul-Americana de Futebol. Equipes das dez associações sul-americanas mais o México participaram do torneio. 
Pelo segundo ano consecutivo, a final envolveu duas equipes de um mesmo país e novamente eram brasileiras. Após vencer por 2–1 no Morumbi e empatar por 2–2 no Beira-Rio, o Internacional conquistou o título pela primeira vez em sua história ao superar o então campeão de 2005, São Paulo. 
Com o título da competição, o Internacional obteve o direito de participar da Copa do Mundo de Clubes da FIFA de 2006, além de enfrentar o campeão da Copa Sul-Americana de 2006 na decisão da Recopa Sul-Americana de 2007.

## Equipes classificadas
| País                               | Equipe               | Classificação                                               |
| ---------------------------------- | -------------------- | ----------------------------------------------------------- |
| Argentina · (5 vagas)              | Newell's Old Boys    | Campeão do Torneio Apertura 2004-2005                       |
| Argentina · (5 vagas)              | Vélez Sarsfield      | Campeão do Torneio Clausura 2004-2005                       |
| Argentina · (5 vagas)              | Estudiantes          | Melhor pontuação na temporada 2004-2005                     |
| Argentina · (5 vagas)              | Rosário Central      | 2ª melhor pontuação na temporada 2004-2005                  |
| Argentina · (5 vagas)              | River Plate          | 3ª melhor pontuação na temporada 2004-2005                  |
| Bolívia · (3 vagas)                | Bolívar              | Campeão do Torneio Adecuación 2005                          |
| Bolívia · (3 vagas)                | The Strongest        | Vice-campeão do Torneio Adecuación 2005                     |
| Bolívia · (3 vagas)                | Oriente Petrolero    | 3º colocado do Torneio Adecuación 2005                      |
| Brasil · (5 vagas + atual campeão) | São Paulo            | Campeão da Copa Libertadores 2005                           |
| Brasil · (5 vagas + atual campeão) | Corinthians          | Campeão do Campeonato Brasileiro Série A 2005               |
| Brasil · (5 vagas + atual campeão) | Paulista             | Campeão da Copa do Brasil de 2005                           |
| Brasil · (5 vagas + atual campeão) | Internacional        | Vice-campeão do Campeonato Brasileiro Série A 2005          |
| Brasil · (5 vagas + atual campeão) | Goiás                | 3º colocado no Campeonato Brasileiro Série A 2005           |
| Brasil · (5 vagas + atual campeão) | Palmeiras            | 4º colocado no Campeonato Brasileiro Série A 2005           |
| Chile · (3 vagas)                  | Unión Española       | Campeão do Torneio Apertura 2005                            |
| Chile · (3 vagas)                  | Universidad Católica | Campeão do Torneio Clausura 2005                            |
| Chile · (3 vagas)                  | Colo-Colo            | Melhor pontuação na temporada 2005                          |
| Colômbia · (3 vagas)               | Atlético Nacional    | Campeão da primeira fase da Copa Mustang 2005               |
| Colômbia · (3 vagas)               | Deportivo Cali       | Campeão da segunda fase da Copa Mustang 2005                |
| Colômbia · (3 vagas)               | Santa Fe             | Melhor pontuação na temporada 2005                          |
| Equador · (3 vagas)                | LDU Quito            | Campeão do Torneio Apertura 2005                            |
| Equador · (3 vagas)                | El Nacional          | Campeão do Torneio Clausura 2005                            |
| Equador · (3 vagas)                | Deportivo Cuenca     | Vice-campeão do Torneio Clausura 2005                       |
| Paraguai · (3 vagas)               | Cerro Porteño        | Campeão do Torneio Apertura 2005 e do Torneio Clausura 2005 |
| Paraguai · (3 vagas)               | Libertad             | Vice-campeão do Torneio Clausura 2005                       |
| Paraguai · (3 vagas)               | Nacional             | Melhor pontuação na temporada 2005                          |
| Peru · (3 vagas)                   | Cienciano            | Campeão do Torneio Apertura 2005                            |
| Peru · (3 vagas)                   | Sporting Cristal     | Campeão do Torneio Clausura 2005                            |
| Peru · (3 vagas)                   | Universitario        | Melhor pontuação na temporada 2005                          |
| Uruguai · (3 vagas)                | Nacional             | Campeão do Torneio Uruguaio Especial 2005                   |
| Uruguai · (3 vagas)                | Rocha                | Campeão do Torneio Apertura 2005-2006                       |
| Uruguai · (3 vagas)                | Defensor Sporting    | 2ª melhor pontuação na tabela agregada de 2005-2006         |
| Venezuela · (3 vagas)              | Unión Maracaibo      | Campeão do Campeonato Venezuelano 2004-2005                 |
| Venezuela · (3 vagas)              | Caracas              | Vice-campeão do Campeonato Venezuelano 2004-2005            |
| Venezuela · (3 vagas)              | Deportivo Táchira    | 3º colocado do Campeonato Venezuelano 2004-2005             |
| México · (3 vagas)                 | Pumas                | Campeão do Torneio Apertura 2004-2005                       |
| México · (3 vagas)                 | Tigres UANL          | Campeão do Torneio Interliga                                |
| México · (3 vagas)                 | Chivas Guadalajara   | Vice-campeão do Torneio Interliga                           |

## Primeira fase
Esta fase foi disputada entre 24 de janeiro e 2 de fevereiro. Doze equipes iniciaram dessa fase onde seis se classificaram a fase seguinte. Em caso de igualdade em pontos, o primeiro critério de desempate seria o gol marcado fora de casa. Equipe 1 realizou a partida de ida em casa.
| Chave | Equipe 1          | Total    | Equipe 2           | Ida | Volta |
| ----- | ----------------- | -------- | ------------------ | --- | ----- |
| 1     | Nacional          | 2–2 (gf) | Universitario      | 2–2 | 0–0   |
| 2     | Defensor Sporting | 2–2 (gf) | Santa Fe           | 2–2 | 0–0   |
| 3     | River Plate       | 8–0      | Oriente Petrolero  | 6–0 | 2–0   |
| 4     | Colo-Colo         | 4–8      | Chivas Guadalajara | 1–3 | 3–5   |
| 5     | Palmeiras         | 6–2      | Deportivo Táchira  | 2–0 | 4–2   |
| 6     | Deportivo Cuenca  | 1–4      | Goiás              | 1–1 | 0–3   |

## Fase de grupos
As partidas da fase de grupos foram disputadas entre 7 de fevereiro e 20 de abril. As duas melhores equipes de cada grupo avançaram para a fase final.

### Grupo 1
| Equipe             | Pts | J | V | E | D | GP | GC | SG |
| ------------------ | --- | - | - | - | - | -- | -- | -- |
| São Paulo          | 12  | 6 | 4 | 0 | 2 | 12 | 6  | +6 |
| Chivas Guadalajara | 12  | 6 | 3 | 3 | 0 | 6  | 3  | +3 |
| Caracas            | 5   | 6 | 1 | 2 | 3 | 7  | 7  | 0  |
| Cienciano          | 4   | 6 | 1 | 1 | 4 | 3  | 12 | –9 |

|                    | CAR | CIE | GDL | SPA |
| ------------------ | --- | --- | --- | --- |
| Caracas            | –   | 4–0 | 0–0 | 1–2 |
| Cienciano          | 2–1 | –   | 0–1 | 0–2 |
| Chivas Guadalajara | 1–1 | 0–0 | –   | 2–1 |
| São Paulo          | 2–0 | 4–1 | 1–2 | –   |

### Grupo 2
| Equipe           | Pts | J | V | E | D | GP | GC | SG |
| ---------------- | --- | - | - | - | - | -- | -- | -- |
| Santa Fe         | 10  | 6 | 3 | 1 | 2 | 9  | 7  | +2 |
| Estudiantes      | 10  | 6 | 3 | 1 | 2 | 10 | 10 | 0  |
| Sporting Cristal | 7   | 6 | 2 | 1 | 3 | 11 | 12 | –1 |
| Bolívar          | 7   | 6 | 2 | 1 | 3 | 7  | 8  | –1 |

|                  | BOL | EST | SFE | SCR |
| ---------------- | --- | --- | --- | --- |
| Bolívar          | –   | 1–0 | 1–0 | 1–2 |
| Estudiantes      | 2–1 | –   | 1–0 | 4–3 |
| Santa Fe         | 2–2 | 3–1 | –   | 2–1 |
| Sporting Cristal | 2–1 | 2–2 | 1–2 | –   |

### Grupo 3
| Equipe            | Pts | J | V | E | D | GP | GC | SG |
| ----------------- | --- | - | - | - | - | -- | -- | -- |
| Goiás             | 11  | 6 | 3 | 2 | 1 | 7  | 1  | +6 |
| Newell's Old Boys | 8   | 6 | 2 | 2 | 2 | 7  | 7  | 0  |
| Unión Española    | 8   | 6 | 2 | 2 | 2 | 3  | 5  | –2 |
| The Strongest     | 6   | 6 | 2 | 0 | 4 | 4  | 8  | –4 |

|                   | GOI | NOB | STR | UES |
| ----------------- | --- | --- | --- | --- |
| Goiás             | –   | 3–0 | 2–0 | 0–0 |
| Newell's Old Boys | 0–0 | –   | 2–0 | 2–0 |
| The Strongest     | 1–0 | 3–2 | –   | 0–1 |
| Unión Española    | 0–2 | 1–1 | 1–0 | –   |

### Grupo 4
| Equipe               | Pts | J | V | E | D | GP | GC | SG |
| -------------------- | --- | - | - | - | - | -- | -- | -- |
| Corinthians          | 13  | 6 | 4 | 1 | 1 | 10 | 6  | +4 |
| Tigres UANL          | 10  | 6 | 3 | 1 | 2 | 12 | 10 | +2 |
| Universidad Católica | 10  | 6 | 3 | 1 | 2 | 12 | 11 | +1 |
| Deportivo Cali       | 1   | 6 | 0 | 1 | 5 | 9  | 16 | –7 |

|                      | COR | DCA | UANL | UCA |
| -------------------- | --- | --- | ---- | --- |
| Corinthians          | –   | 3–0 | 1–0  | 2–2 |
| Deportivo Cali       | 0–1 | –   | 2–2  | 2–3 |
| Tigres UANL          | 2–0 | 5–4 | –    | 1–0 |
| Universidad Católica | 2–3 | 2–1 | 3–2  | –   |

### Grupo 5
| Equipe          | Pts | J | V | E | D | GP | GC | SG  |
| --------------- | --- | - | - | - | - | -- | -- | --- |
| Vélez Sarsfield | 16  | 6 | 5 | 1 | 0 | 18 | 6  | +12 |
| LDU Quito       | 10  | 6 | 3 | 1 | 2 | 16 | 9  | +7  |
| Rocha           | 5   | 6 | 1 | 2 | 3 | 4  | 16 | –12 |
| Universitario   | 2   | 6 | 0 | 2 | 4 | 5  | 12 | –7  |

|                 | LDU | ROC | UNI | VEL |
| --------------- | --- | --- | --- | --- |
| LDU Quito       | –   | 5–0 | 4–0 | 1–3 |
| Rocha           | 3–2 | –   | 0–0 | 0–5 |
| Universitario   | 1–2 | 1–1 | –   | 0–2 |
| Vélez Sarsfield | 2–2 | 3–0 | 4–3 | –   |

### Grupo 6
| Equipe          | Pts | J | V | E | D | GP | GC | SG |
| --------------- | --- | - | - | - | - | -- | -- | -- |
| Internacional   | 14  | 6 | 4 | 2 | 0 | 13 | 4  | +9 |
| Nacional        | 9   | 6 | 2 | 3 | 1 | 6  | 6  | 0  |
| Unión Maracaibo | 8   | 6 | 2 | 2 | 2 | 7  | 8  | –1 |
| Pumas           | 1   | 6 | 0 | 1 | 5 | 4  | 12 | –8 |

|                 | INT | CNF | UNAM | UAM |
| --------------- | --- | --- | ---- | --- |
| Internacional   | –   | 3–0 | 3–2  | 4–0 |
| Nacional        | 0–0 | –   | 2–0  | 0–0 |
| Pumas           | 1–2 | 1–1 | –    | 0–1 |
| Unión Maracaibo | 1–1 | 2–3 | 3–0  | –   |

### Grupo 7
| Equipe            | Pts | J | V | E | D | GP | GC | SG |
| ----------------- | --- | - | - | - | - | -- | -- | -- |
| Atlético Nacional | 10  | 6 | 3 | 1 | 2 | 13 | 9  | +4 |
| Palmeiras         | 9   | 6 | 2 | 3 | 1 | 9  | 8  | +1 |
| Cerro Porteño     | 8   | 6 | 2 | 2 | 2 | 9  | 12 | –3 |
| Rosário Central   | 5   | 6 | 1 | 2 | 3 | 6  | 8  | –2 |

|                   | ATN | CPO | PAL | RCE |
| ----------------- | --- | --- | --- | --- |
| Atlético Nacional | –   | 2–2 | 1–2 | 1–0 |
| Cerro Porteño     | 1–5 | –   | 0–0 | 1–3 |
| Palmeiras         | 3–2 | 2–3 | –   | 0–0 |
| Rosário Central   | 1–2 | 0–2 | 2–2 | –   |

### Grupo 8
| Equipe      | Pts | J | V | E | D | GP | GC | SG |
| ----------- | --- | - | - | - | - | -- | -- | -- |
| Libertad    | 11  | 6 | 3 | 2 | 1 | 8  | 3  | +5 |
| River Plate | 9   | 6 | 3 | 0 | 3 | 10 | 10 | 0  |
| El Nacional | 6   | 6 | 1 | 3 | 2 | 8  | 10 | –2 |
| Paulista    | 6   | 6 | 1 | 3 | 2 | 4  | 7  | –3 |

|             | ELN | LIB | PTA | RIV |
| ----------- | --- | --- | --- | --- |
| El Nacional | –   | 1–1 | 1–1 | 2–0 |
| Libertad    | 4–1 | –   | 1–0 | 2–0 |
| Paulista    | 0–0 | 0–0 | –   | 2–1 |
| River Plate | 4–3 | 1–0 | 4–1 | –   |

## Classificação para a fase final
Para a determinação das chaves da fase de oitavas de final em diante, as equipes foram divididas entre os primeiros colocados e os segundos colocados na fase de grupos, definindo os cruzamentos da seguinte forma: 1º vs. 16º, 2º vs. 15º, 3º vs. 14º, 4º vs. 13º, 5º vs. 12º, 6º vs. 11º, 7º vs. 10º e 8º vs. 9º, sendo de 1º a 8º os primeiros de cada grupo e de 9º a 16º os segundos.
Esta classificação também servirá para determinar em todas as fases seguintes qual time terá a vantagem de jogar a partida de volta em casa, sendo sempre o time de melhor colocação a ter este direito.
Tabela de classificação
| Pos. | Primeiros dos grupos | Pts | J | V | E | D | GP | GC | SG  |
| ---- | -------------------- | --- | - | - | - | - | -- | -- | --- |
| 1    | Vélez Sarsfield      | 16  | 6 | 5 | 1 | 0 | 18 | 6  | +12 |
| 2    | Internacional        | 14  | 6 | 4 | 2 | 0 | 13 | 4  | +9  |
| 3    | Corinthians          | 13  | 6 | 4 | 1 | 1 | 10 | 6  | +4  |
| 4    | São Paulo            | 12  | 6 | 4 | 0 | 2 | 12 | 6  | +6  |
| 5    | Goiás                | 11  | 6 | 3 | 2 | 1 | 7  | 1  | +6  |
| 6    | Libertad             | 11  | 6 | 3 | 2 | 1 | 8  | 3  | +5  |
| 7    | Atlético Nacional    | 10  | 6 | 3 | 1 | 2 | 13 | 9  | +4  |
| 8    | Santa Fe             | 10  | 6 | 3 | 1 | 2 | 9  | 7  | +2  |

| Pos. | Segundos dos grupos | Pts | J | V | E | D | GP | GC | SG |
| ---- | ------------------- | --- | - | - | - | - | -- | -- | -- |
| 9    | Chivas Guadalajara  | 12  | 6 | 3 | 3 | 0 | 6  | 3  | +3 |
| 10   | LDU Quito           | 10  | 6 | 3 | 1 | 2 | 16 | 9  | +7 |
| 11   | Tigres UANL         | 10  | 6 | 3 | 1 | 2 | 12 | 10 | +2 |
| 12   | Estudiantes         | 10  | 6 | 3 | 1 | 2 | 10 | 10 | 0  |
| 13   | Palmeiras           | 9   | 6 | 2 | 3 | 1 | 9  | 8  | +1 |
| 14   | River Plate         | 9   | 6 | 3 | 0 | 3 | 10 | 10 | 0  |
| 15   | Nacional            | 9   | 6 | 2 | 3 | 1 | 6  | 6  | 0  |
| 16   | Newell's Old Boys   | 8   | 6 | 2 | 2 | 2 | 7  | 7  | 0  |

## Fase final
Em itálico, os times que possuem o mando de campo no primeiro jogo do confronto e em negrito os times classificados.
|  | Oitavas de final        | Oitavas de final        | Oitavas de final        | Oitavas de final        |       |                    | Quartas de final        | Quartas de final        | Quartas de final        | Quartas de final        |  |                    | Semifinais                | Semifinais                | Semifinais                | Semifinais                |           |   | Final            | Final            | Final            | Final            |
|  | 25 de abril a 4 de maio | 25 de abril a 4 de maio | 25 de abril a 4 de maio | 25 de abril a 4 de maio |       |                    | 9 de maio a 20 de julho | 9 de maio a 20 de julho | 9 de maio a 20 de julho | 9 de maio a 20 de julho |  |                    | 26 de julho a 3 de agosto | 26 de julho a 3 de agosto | 26 de julho a 3 de agosto | 26 de julho a 3 de agosto |           |   | 9 e 16 de agosto | 9 e 16 de agosto | 9 e 16 de agosto | 9 e 16 de agosto |
|  |                         |                         |                         |                         |       |                    |                         |                         |                         |                         |  |                    |                           |                           |                           |                           |           |   |                  |                  |                  |                  |
|  | Chivas Guadalajara      | 3                       | 1                       | 4                       |       |                    |                         |                         |                         |                         |  |                    |                           |                           |                           |                           |           |   |                  |                  |                  |                  |
|  | Santa Fe                | 0                       | 3                       | 3                       |       |                    |                         |                         |                         |                         |  |                    |                           |                           |                           |                           |           |   |                  |                  |                  |                  |
|  | Santa Fe                | 0                       | 3                       | 3                       |       | Chivas Guadalajara | 0                       | 2                       | 2                       |                         |  |                    |                           |                           |                           |                           |           |   |                  |                  |                  |                  |
|  |                         |                         |                         |                         |       | Chivas Guadalajara | 0                       | 2                       | 2                       |                         |  |                    |                           |                           |                           |                           |           |   |                  |                  |                  |                  |
|  |                         | Vélez Sarsfield         | 0                       | 1                       | 1     |                    |                         |                         |                         |                         |  |                    |                           |                           |                           |                           |           |   |                  |                  |                  |                  |
|  | Newell's Old Boys       | Vélez Sarsfield         | 0                       | 1                       | 1     | 2                  | 2                       | 4                       |                         |                         |  |                    |                           |                           |                           |                           |           |   |                  |                  |                  |                  |
|  | Newell's Old Boys       |                         |                         |                         |       | 2                  | 2                       | 4                       |                         |                         |  |                    |                           |                           |                           |                           |           |   |                  |                  |                  |                  |
|  | Vélez Sarsfield         | 4                       | 2                       | 6                       |       |                    |                         |                         |                         |                         |  |                    |                           |                           |                           |                           |           |   |                  |                  |                  |                  |
|  | Vélez Sarsfield         | 4                       | 2                       | 6                       |       |                    |                         |                         |                         |                         |  | Chivas Guadalajara | 0                         | 0                         | 0                         |                           |           |   |                  |                  |                  |                  |
|  |                         |                         |                         |                         |       |                    |                         |                         |                         |                         |  | Chivas Guadalajara | 0                         | 0                         | 0                         |                           |           |   |                  |                  |                  |                  |
|  |                         | São Paulo               | 1                       | 3                       | 4     |                    |                         |                         |                         |                         |  |                    |                           |                           |                           |                           |           |   |                  |                  |                  |                  |
|  | Estudiantes (gf)        | São Paulo               | 1                       | 3                       | 4     | 2                  | 1                       | 3                       |                         |                         |  |                    |                           |                           |                           |                           |           |   |                  |                  |                  |                  |
|  | Estudiantes (gf)        |                         |                         |                         |       | 2                  | 1                       | 3                       |                         |                         |  |                    |                           |                           |                           |                           |           |   |                  |                  |                  |                  |
|  | Goiás                   | 0                       | 3                       | 3                       |       |                    |                         |                         |                         |                         |  |                    |                           |                           |                           |                           |           |   |                  |                  |                  |                  |
|  | Goiás                   | 0                       | 3                       | 3                       |       | Estudiantes        | 1                       | 0                       | 1 (3)                   |                         |  |                    |                           |                           |                           |                           |           |   |                  |                  |                  |                  |
|  |                         |                         |                         |                         |       | Estudiantes        | 1                       | 0                       | 1 (3)                   |                         |  |                    |                           |                           |                           |                           |           |   |                  |                  |                  |                  |
|  |                         | São Paulo (pen)         | 0                       | 1                       | 1 (4) |                    |                         |                         |                         |                         |  |                    |                           |                           |                           |                           |           |   |                  |                  |                  |                  |
|  | Palmeiras               | São Paulo (pen)         | 0                       | 1                       | 1 (4) | 1                  | 1                       | 2                       |                         |                         |  |                    |                           |                           |                           |                           |           |   |                  |                  |                  |                  |
|  | Palmeiras               |                         |                         |                         |       | 1                  | 1                       | 2                       |                         |                         |  |                    |                           |                           |                           |                           |           |   |                  |                  |                  |                  |
|  | São Paulo               | 1                       | 2                       | 3                       |       |                    |                         |                         |                         |                         |  |                    |                           |                           |                           |                           |           |   |                  |                  |                  |                  |
|  | São Paulo               | 1                       | 2                       | 3                       |       |                    |                         |                         |                         |                         |  |                    |                           |                           |                           |                           | São Paulo | 1 | 2                | 3                |                  |                  |
|  |                         |                         |                         |                         |       |                    |                         |                         |                         |                         |  |                    |                           |                           |                           |                           |           | 1 | 2                | 3                |                  |                  |
|  |                         | Internacional           | 2                       | 2                       | 4     |                    |                         |                         |                         |                         |  |                    |                           |                           |                           |                           |           |   |                  |                  |                  |                  |
|  | River Plate             | Internacional           | 2                       | 2                       | 4     | 3                  | 3                       | 6                       |                         |                         |  |                    |                           |                           |                           |                           |           |   |                  |                  |                  |                  |
|  | River Plate             |                         |                         |                         |       | 3                  | 3                       | 6                       |                         |                         |  |                    |                           |                           |                           |                           |           |   |                  |                  |                  |                  |
|  | Corinthians             | 2                       | 1                       | 3                       |       |                    |                         |                         |                         |                         |  |                    |                           |                           |                           |                           |           |   |                  |                  |                  |                  |
|  | Corinthians             | 2                       | 1                       | 3                       |       | River Plate        | 2                       | 1                       | 3                       |                         |  |                    |                           |                           |                           |                           |           |   |                  |                  |                  |                  |
|  |                         |                         |                         |                         |       | River Plate        | 2                       | 1                       | 3                       |                         |  |                    |                           |                           |                           |                           |           |   |                  |                  |                  |                  |
|  |                         | Libertad                | 2                       | 3                       | 5     |                    |                         |                         |                         |                         |  |                    |                           |                           |                           |                           |           |   |                  |                  |                  |                  |
|  | Tigres UANL             | Libertad                | 2                       | 3                       | 5     | 0                  | 0                       | 0 (3)                   |                         |                         |  |                    |                           |                           |                           |                           |           |   |                  |                  |                  |                  |
|  | Tigres UANL             |                         |                         |                         |       | 0                  | 0                       | 0 (3)                   |                         |                         |  |                    |                           |                           |                           |                           |           |   |                  |                  |                  |                  |
|  | Libertad (pen)          | 0                       | 0                       | 0 (4)                   |       |                    |                         |                         |                         |                         |  |                    |                           |                           |                           |                           |           |   |                  |                  |                  |                  |
|  | Libertad (pen)          | 0                       | 0                       | 0 (4)                   |       |                    |                         |                         |                         |                         |  | Libertad           | 0                         | 0                         | 0                         |                           |           |   |                  |                  |                  |                  |
|  |                         |                         |                         |                         |       |                    |                         |                         |                         |                         |  | Libertad           | 0                         | 0                         | 0                         |                           |           |   |                  |                  |                  |                  |
|  |                         | Internacional           | 0                       | 2                       | 2     |                    |                         |                         |                         |                         |  |                    |                           |                           |                           |                           |           |   |                  |                  |                  |                  |
|  | LDU Quito               | Internacional           | 0                       | 2                       | 2     | 4                  | 1                       | 5                       |                         |                         |  |                    |                           |                           |                           |                           |           |   |                  |                  |                  |                  |
|  | LDU Quito               |                         |                         |                         |       | 4                  | 1                       | 5                       |                         |                         |  |                    |                           |                           |                           |                           |           |   |                  |                  |                  |                  |
|  | Atlético Nacional       | 0                       | 0                       | 0                       |       |                    |                         |                         |                         |                         |  |                    |                           |                           |                           |                           |           |   |                  |                  |                  |                  |
|  | Atlético Nacional       | 0                       | 0                       | 0                       |       | LDU Quito          | 2                       | 0                       | 2                       |                         |  |                    |                           |                           |                           |                           |           |   |                  |                  |                  |                  |
|  |                         |                         |                         |                         |       | LDU Quito          | 2                       | 0                       | 2                       |                         |  |                    |                           |                           |                           |                           |           |   |                  |                  |                  |                  |
|  |                         | Internacional           | 1                       | 2                       | 3     |                    |                         |                         |                         |                         |  |                    |                           |                           |                           |                           |           |   |                  |                  |                  |                  |
|  | Nacional                | Internacional           | 1                       | 2                       | 3     | 1                  | 0                       | 1                       |                         |                         |  |                    |                           |                           |                           |                           |           |   |                  |                  |                  |                  |
|  | Nacional                |                         |                         |                         |       | 1                  | 0                       | 1                       |                         |                         |  |                    |                           |                           |                           |                           |           |   |                  |                  |                  |                  |
|  | Internacional           | 2                       | 0                       | 2                       |       |                    |                         |                         |                         |                         |  |                    |                           |                           |                           |                           |           |   |                  |                  |                  |                  |

### Finais
Jogo de ida
| 9 de agosto   | São Paulo    | 1 – 2     | Internacional         | Estádio do Morumbi, São Paulo                |
| 21:45 (UTC-3) | Edcarlos 75' | Relatório | Rafael Sóbis 53', 61' | Público: 71 456 Árbitro: URU Jorge Larrionda |

| São Paulo | Internacional |

Jogo de volta
| 16 de agosto  | Internacional             | 2 – 2     | São Paulo                | Estádio Beira-Rio, Porto Alegre               |
| 22:00 (UTC-3) | Fernandão 29' · Tinga 66' | Relatório | Fabão 50' · Lenílson 85' | Público: 57 554 Árbitro: ARG Horacio Elizondo |

| Internacional | São Paulo |

## Premiação
| Copa Libertadores da América de 2006 |
| ------------------------------------ |
| INTERNACIONAL Campeão (1º título)    |

## Artilharia
| Gols | Jogador            | Time                 |
| ---- | ------------------ | -------------------- |
| 5    | Fernandão          | Internacional        |
| 5    | Aloísio            | São Paulo            |
| 5    | Nilmar             | Corinthians          |
| 5    | Marcinho           | Palmeiras            |
| 5    | Washington         | Palmeiras            |
| 5    | José Calderón      | Estudiantes          |
| 5    | Mariano Pavone     | Estudiantes          |
| 5    | Félix Borja        | El Nacional          |
| 5    | Agustín Delgado    | LDU Quito            |
| 5    | Ernesto Farías     | River Plate          |
| 5    | Jorge Quinteros    | Universidad Católica |
| 5    | Sebastián Ereros   | Vélez Sarsfield      |
| 5    | Patricio Urrutia   | LDU Quito            |
| 5    | Daniel Montenegro  | River Plate          |
| 4    | Romerito           | Goiás                |
| 4    | Vladimir Marín     | Atlético Nacional    |
| 4    | Jonathan Santana   | River Plate          |
| 4    | Jorge Soto         | Sporting Cristal     |
| 4    | Carlos Tévez       | Corinthians          |
| 4    | Erwin Ávalos       | Cerro Porteño        |
| 4    | Leandro Somoza     | Vélez Sarsfield      |
| 4    | Ignacio Scocco     | Newell's Old Boys    |
| 4    | Wason Rentería     | Internacional        |
| 4    | David Montoya      | Santa Fe             |
| 4    | Víctor Aristizábal | Atlético Nacional    |